# Крамарь, Степан Трофимович
Степа́н Трофи́мович Кра́марь (1920—1945) — старший сержант Рабоче-крестьянской Красной Армии, участник Великой Отечественной войны, Герой Советского Союза (1943).

## Биография
Степан Крамарь родился 7 января 1920 года в селе Резуненково (ныне — Валковский район Харьковской области Украины), украинец. Учился в Харьковском зоотехническом институте. В 1939 году Крамарь был призван на службу в Рабоче-крестьянскую Красную Армию. С июня 1943 года — на фронтах Великой Отечественной войны, командовал орудием 115-го гвардейского истребительно-противотанкового артиллерийского полка 7-й гвардейской армии Степного фронта. Отличился во время битвы за Днепр.
В ночь с 25 на 26 сентября 1943 года Крамарь одним из первых переправился через Днепр в районе села Домоткань Верхнеднепровского района Днепропетровской области Украинской ССР, после чего двое суток участвовал в отражении немецких контратак, отбив ряд контратак вражеской пехоты и танков.
Указом Президиума Верховного Совета СССР от 26 октября 1943 года за «образцовое выполнение боевых заданий командования на фронте борьбы с немецкими захватчиками и проявленные при этом мужество и героизм» гвардии старший сержант Степан Крамарь был удостоен высокого звания Героя Советского Союза с вручением ордена Ленина и медали «Золотая Звезда» за номером 1426.
9 января 1945 года Крамарь погиб в бою на территории Венгрии. Похоронен на Холме Славы во Львове.
Был также награждён орденами Отечественной войны 1-й степени и Красной Звезды, медалью «За боевые заслуги».
В честь Крамаря названы улица и школа в его родном селе.